# JOKER GAME
《JOKER GAME》，是日本小說家柳廣司創作的推理小說、間諜小說。包含續作在內，常以「D機關系列」（D機関シリーズ）做為總稱。
本作在2008年度的「這本推理小說真厲害！」獲得第2名，「周刊文春推理小說 Best 10」獲得第3名，並於2009年獲得第30回吉川英治文學新人獎及第62回日本推理作家協會獎。於2015年1月真人電影化、同年8月發表改編電視動畫的消息。

## 各章節簡介
【終極間諜的天才鬥智之戰】：在結城中校的力排眾議下，日本陸軍成立了間諜培訓學校「D機關」。在這裡，所有成員都被灌輸了徹底否定軍人信條的三大戒律：「不准死」、「不准殺人」、「不准被抓」。這樣的組織自然成為他人的眼中釘，時時腹背受敵；然而「魔王」－結城中校以他猶如魔術師般的高超手腕交出間諜大戰的豐厚戰果，就連隱身在陸軍內部的敵人也被他逐一消滅……從東京、橫濱到倫敦、上海，緊張刺激的間諜殊死戰，就此展開！

### JOKER GAME
JOKER GAME
地點：日本、眼前是充滿自信，自認絕對不會被抓到把柄的外國間諜，身後則是虎視眈眈想徹底消滅D機關的日本陸軍，D機關成員能夠看穿真相，同時反將扯後腿的自己人一軍嗎？
昭和12年秋，在陸軍內部的強烈反對之中，根據結城中佐以間諜培養為目的的D機關在背後秘密地被設立。接受從參謀本部監視的密令，奔赴D機關的佐久間中尉看到的，是沉著冷靜地通過超人的選拔試驗的年輕人。某天，參謀本部的武藤大佐對D機關下令，去調查親日的美國間諜約翰・戈登的嫌疑。佐久間與D機関人員們打扮成憲兵隊，開始對戈登的宅邸進行搜查，但…。
搜查戈登的宅邸的佐久間等人，怎麼也找不到間諜行為的證據。在此之中，搜查是第二次，從戈登的口中說了出來，佐久間才明白了這個任務是被武藤暗算了。武藤把真正的憲兵隊搜查失敗的責任推卸給再次被命令的D機關搜查的事情上，如果事成的話也能讓D機關解體。走投無路的佐久間，突然想起了結城中佐和三好等機管人員的話。然後，佐久間注意到了某件事…！
幽靈
間諜嫌疑這種事情不是0％就是100％，然而目標物卻有5％的可能性是無辜的，D機關成員要怎麼確認黑白，同時阻止一場可能發生的英日大戰？
原外交官白幡樹一郎，被掛有盜讀陸軍的秘密“統帥綱領”的嫌疑。蒲生次郎探知與白幡是故知的關係的英國領事歐內斯特·格雷厄姆的真相，但反映格雷厄姆進行間諜行動的確鑿證據完全找不到。蒲生決定潛入夜深人靜的格雷厄姆的宅邸，但……。
魯賓遜（動畫版第5話）
地點：英國倫敦、在倫敦落入英國情報機關手裡的D機關成員該如何逃脫？而結城中校的餞別禮《魯賓遜》中又隱藏著什麼秘密？
在倫敦經營著照相館的伊澤和夫，某日突然間由於諜的嫌疑被逮捕。忍耐著執拗的訊問的伊澤的面前出現的，使英國諜報機關的間諜大師，霍華德·馬克斯中校。落入敵人的圈套後，被外交官揭露自己是D機關的一員，醒悟自己被結城中佐出賣的伊澤，被馬克思勸服成為雙重間諜，但…。
魔都
地點：上海、理應效忠國家的上海憲兵隊裡有背叛者，D機關成員要怎麼找出那個人？
被分配到上海派遣憲兵隊的本間英司軍曹，一就職，就被及川政幸大尉傳喚。從及川那裡接到了，搜查憲兵隊內部潛藏的敵方內奸的命令，在那個時候，爆炸聲響起。本來在搜查被炸的及川的房子的本間，遇到了曾經在日本進行調查的記者·鹽塚朔。鹽塚向本間傳達名為草薙行仁的積極分子參與此次的恐怖行為的情報…。
XX（Double Cross）
監視對象竟然死在自己眼前，對D機關成員而言是前所未有的失敗。他該如何找出兇手，一雪前恥？

### DOUBLE JOKER
DOUBLE JOKER
為了反制不聽指揮的D機關，陸軍秘密成立另一個間諜組織「風機關」。面對抱著「不需要兩張鬼牌」想法的陸軍上層，以及企圖擊潰D機關的對手，結城中校使出了令人驚愕的詭計……
風戶中佐帶領著由純粹的陸軍軍人組成的“風機關”，策劃著D機關的下台，並追逐著有間諜嫌疑的白幡樹一郎。然後終於，通過白幡宅邸的書生森島邦雄被告知了“統帥綱領”的交換時間。於是風戶與部下一起進入白幡的宅邸。但是，不知為何房子裡感覺不到任何人的氣息…。
蒼蠅王
地點：華北、在華北的日本陸軍前線部隊中，悄悄地開始了一場間諜狩獵。誰是潛伏其中的蘇聯間諜？誰又是代號「蒼蠅王」的間諜獵人？
法屬印度支那作戰
地點：越南、一個日本民間通信員在越南河內捲入了一場間諜戰爭，他看到了不該看的「恐怖的黑暗」究竟是什麼？他又能平安脫身嗎？
棺材
地點：德國、德國間諜頭子在某場交通意外中發現了一名日本傷患，此人讓他想起多年前某個代號為「魔術師」的日本間諜。這個日本人和「魔術師」之間是否有所關聯？──結城中校傳奇壯烈的過去即將揭曉！
所屬德國國防軍的諜報機關Abwehr的赫爾曼·沃爾夫大佐，與擔任副官的約翰·鮑爾中尉一同著手於柏林郊外發生的列車事故的調查。然而從被事故關係到的男人的隨身物品中，找到了間諜道具。招供出了從名為“真木剋彥”的日本男人的屍體上偷的，但……。
黑鳥
地點：美國、在美國西岸建立起間諜網絡的D機關成員，赫然發現其中潛伏著他國的雙面間諜。他該如何清理門戶，以保護珍貴的間諜網絡？

### PARADISE LOST
誤算
地點：法國、死是最壞的選擇，活下去，活著歸來報告。他是D機關的間諜，赴法執行調查任務，然而，他受傷、忘記一切……德軍的腳步就在門外，他可以回到歸屬之地，還是終將承認失敗？
什麼都想不起來…。醒來後，全部的記憶都喪失了。所持的護照上寫著“島野亮祐”的名字。入境地是馬賽。根據在一旁的神秘的阿蘭等人所言，得知現在的法國已經被德國占領的事情。在與阿蘭一行交談的過程中，“島野”從意識深處的呼喚警戒起來，並意識到另一個自己的存在。到底自己為何人，為何自己在此地…。突然，有德軍湧進這隱蔽的房子。在窮途末路的情況之中，“島野”採取了意想不到的行動。
失樂園
地點：新加坡、這宛如樂園的美景，明天該不會就不在了吧？新加坡，搖搖欲墜的東方明珠，日英鬥爭的擂台。英國企業家之死，表面上是意外，檯面下是暗潮洶湧的政治算計。美國青年不顧一切，試圖洗清戀人的罪行；日本間諜易容換裝，策動顛覆英國勢力的計畫。愛情和愛國，哪一方的「樂園」可以在最後殘存下來？
追跡
地點：日本、有崎晃，就是結城中佐？貴族私生子，代號「公爵」的天才青年，英國祕密情報局的訓練生－－英國泰晤士報記者．普萊斯一路追查「魔王」的過去，終於來到結城的故鄉，而不疑有他的有崎家老總管娓娓道出有崎晃的不凡人生。但，普萊斯的真實身分其實是暗藏鬼胎的敵國間諜……D機關的危機！戰略魔術師V臥底間諜，一觸即發的智謀攻防戰！
英國泰晤士報的極東派遣員亞倫·普萊斯，為了揭露傳言中D機関的創設者，結城中佐的真實身份，而進行調查。查閱剛入手的陸軍幼年學校的名單的普萊斯，注意到了雖然成績以榜首及格，但因品行不良而退學的學生。那個學生的名字是“有崎晃”。拜訪服侍有崎家的里村老人的亞倫，詢問晃的出身的過程中。確信有崎晃就是結城中佐……。
代號刻耳柏洛斯
地點：舊金山～橫濱、倒數十二小時。人類為何非得互相鬥爭、自相殘殺不可？在海上，不管國籍是什麼，同船的人全是生死與共的命運共同體。朱鷺丸，乘載日德英人的中立船隻，多國角力的海上戰場。代號「教授」的間諜登船逃亡；內海脩奉命攔截，但英國戰艦挾武力逼近，目標是船上的德國人；船內藏著什麼祕密？間諜內海不顧任務，直掀禁忌。日德英的三方鬥智！特立獨行！違反「魔王」命令的日本間諜，博命一戰！
經由從舊金山到夏威夷群島前往日本的豪華客船朱鷺丸。原本在那個甲板上玩著組字遊戲的內海脩，遇到了名為杰弗裡·摩根的男人。花言巧語引出情報的內海，看穿了摩根正是被英國秘密諜報機關僱用暗號專家路易斯·麥克勞德的事實。但是那時，一發炮聲響起。由於突然出現的英國軍艦，使得形勢逆轉。麥克勞德昂然自得起來。正當他口碰酒杯時，便在那裡倒下，並留下了“刻耳柏洛斯”這神秘的詞語就一命嗚呼了。

### LAST WALTZ
瓦爾基麗
地點：德國、唯有藝術女神青睞的戰士，才能進入這座堪比美國好萊塢的樂園──全球電影公司。日本間諜為重整情報網，喬裝接近與納粹高層交好的導演。不料，片廠傳出鬧鬼風聲，於是他大膽設下一石二鳥的圈套……不符間諜身分的華麗演出，是被製作電影的熱情沖昏頭，或是另有隱情？
舞會之夜
地點：日本、最後一曲華爾滋響起前，叛逆的侯爵千金拿著望遠鏡尋找年輕的戀人，邊偷窺宛如世界政治縮圖的舞廳群像。驀地，她想起擁有一對隱形黑色羽翼的救命恩人，及埋藏在記憶裡的約定……從不輕易現身的「魔王」VS 玩間諜遊戲的溫室蝴蝶，將擦出怎樣的火花？
潘朵拉
地點：英國、外交部一名平凡公務員溺斃在染血的浴缸內，住處毫無侵入痕跡，形同牢固的密室，警方判定為自殺。可是，屢建奇功的總督察直覺這是一樁極不單純的謀殺……執著於命案真相的警官，敏銳注意到重重疑點，可是他的靈感從何而來？
亞細亞特急列車
地點：中國、奔馳在滿洲的火車上，D機關成員準備與線民碰面，卻發現對方在廁所斷氣。離下一站停車還有兩小時，他能順利掃除暗殺者，安全回收情報嗎？禁止殺戮的D機關間諜VS 不擇手段殲敵的蘇聯特務，哪一方更勝一籌？

## 登場人物

### D機關
結城（配音：堀內賢雄）
帝國陸軍間諜大師，中校。身高180CM。間諜培訓機構“D機關”的設立者。綽號“魔王”，有著深不可測頭腦的人物。自己以前也曾作為優秀的間諜活躍著。標誌性物品是白手套與拐杖。
在潛入敵國時由於同伴的背叛而被捕。遭受拷問的結果被傳言擴散，詳細情況不明。無論是他的敵人還是朋友都在調查他的真實身份，但在嘗試過程中都受到了挫折。
佐久間（配音：關智一）
大日本帝國陸軍的中尉。身高176CM。
「JOKER GAME」篇的主角。在上司武藤大佐的指示下，被調職進入了陸軍內部設立的D機關。擔任參謀總部的聯絡員。在調查D機關人員的過程中，對他們超越常識的能力感到驚愕。有著軍人的耿直的性格。由於三好等人的不客氣的發言而憤怒的情況也很多，不過，在和機關人員一起行動的時候，心情產生了變化。
三好（配音：下野纮）
D機關職員。身高168CM。對別人總是一副冷笑的態度。高高在上的自戀狂。愛擺誇張的姿勢，也有裝腔作勢的地方。
於「JOKER GAME」篇最初，對佐久間被夾在軍方的刻板印象採取了公然居高臨下的態度，經過戈登事件更改對佐久間評價。
「棺材」篇的中心人物。以『真木克彦』的身分作為在德國的情報傳遞任務，從柏林返回住處途中因鐵路意外而過世，下葬於德國。
神永（配音：木村良平）
D機關職員。身高173CM。頑皮的花花公子，乍一看一副輕浮的樣子。另一方面自尊心卻很高。有著言出必行的氣概。　
「魯賓遜」篇的中心人物。以『伊澤和男』的身分作為倫敦的前田倫敦影樓店主的侄子展開情報活動，但身份被英國情報機構發現而被綁架。經過這些嚴酷的審訊，完美應用在D機關所學到的事物。靠著結城中佐事先安排許久的『雙面間諜』（Sleeper agent）成功逃出來。
小田切（配音：細谷佳正）
D機關職員。身高172CM。沉默寡言，幾乎不笑。由於出身的差異，似乎在內心隱藏了什麼東西。和其他的機構人員之間有隔閡。從陸軍幼年學校開始到現在經歷了士官學校的學習，有著擔任少尉的經歷，不尋常的D機關員。
「XX（Double Cross）」篇的中心人物。在动画中，『飛崎弘行』是他的本名。
甘利（配音：森川智之）
D機關職員。身高175CM。與神永一樣是機關員中最年長的人。有著社交的會照顧人的性格，機關員中如同大哥一般的存在。擁有自由人的氣質，不拘小節。習慣適應女性。　
「代號刻耳柏洛斯」篇的中心人物。以『内海脩』的身分搭乘豪華郵輪為了阻止英國情報機構人員麥克勞德登陆日本，但麥克勞德卻被毒殺身亡了。找出兇手是為辛西婭·格倫原因為了老公報仇，最後讓辛西婭去自首，自己则收養了她的女兒艾瑪和宠物狗。
波多野（配音：梶裕貴）
D機關職員中最矮的人員。身高162CM。在可愛的同時自尊心很強，有著驕傲的性格。靈敏體術的達人。
「誤算」篇的中心人物。為了掌握法國抵抗兵內的實際情況，以來自日本的交換學生『島野亮祐』的身份作為在法國藏身。吸引抵抗運動學生，卻與德國士兵發生衝突意外的喪失記憶。但最後還是恢復了記憶完成任務。
實井（配音：福山潤）
D機關職員。身高165CM。性格坦率，在被參謀本部送入D機關與佐久間等人員一同生活的同時，在意很多的事情。中性舉止柔和，在遇到敵人的時候會展現虐待狂的冷酷性格。　
「DOUBLE JOKER」篇的中心人物。以書生『森島邦雄』的身分潛入白幡的房子。為了阻止日本與英美的之間的關係惡化中，而監測的前外交官，白幡樹一郎與英國之間的連絡管道。
福本（配音：中井和哉）
D機關中個子最高的人員。身高178CM。有點天然呆的糊塗性格。沉默寡言，不輕易表露感情，與無口的小田切似乎很合得來。喜歡料理，在擔任機關員的同時也有展現料理的時候。　
「魔都」篇的中心人物。以『新聞記者・鹽塚朔』與『抗日活動家・草薙行仁』飾演著二個身份潛伏於上海，是為了與本間英司軍曹接觸。為了處理上海憲兵隊及川大尉的不當行為而在幕後暗中活躍著。設計讓憲兵隊的本間來舉發，以保憲兵隊的顏面。也使結城中佐在上海的行動也能更順利一點。
田崎（配音：櫻井孝宏）
D機關職員。身高173CM。為人柔和，有著知性氣質的好青年。因為很平靜，所以能夠看到比自己實際年齡更多的事情。在思考問題的時候常常有用手邊的東西變魔術的癖好。　
「亞細亞號列車」篇的中心人物。以『瀨戶禮二』的身分前往東北。雖然登上亞洲特快為了獲得的蘇聯機密情報，但提供者莫羅佐夫已被人殺害。在飛馳的列車中，要以奪回情報為主由與不可見的敵人對付而開始行動。識破了敵人的身分完成任務。
蒲生次郎（配音：津田健次郎）
D機關職員（動畫版則為「風」機關職員）。注意自己的個人形象，性格輕浮而忠實任務的好青年。有著專業級的國際象棋本領。
「幽靈」篇的中心人物。動畫版「DOUBLE JOKER」篇中毫不遲疑發揮了「風」機關的信念殺人的殘酷本性。

### 日本帝國陸軍
武藤（配音：玄田哲章）
日本帝國陸軍大佐。
阿久津泰政（配音：西村知道）
日本帝國陸軍中將。歷任軍務局長等要職的實力者。

## 用語
D機關
傳說中的間諜──「魔王」結城中校在日本陸軍設立間諜養成學校兼諜報機關。「D機關」的存在只有極少數陸軍高層才知道他們。於昭和12年（1937年）設立。
除結城中校外，無人知道D機關成員的真實身分，連成員自己也都以假名和假經歷彼此往來，可說是一群帶著假面具過日子的人。成員來自各方，學習各國語言，接受炸藥、無線電、開鎖、撞球、變裝等技術訓練，甚至包括追求女性的方法，是一群為了國家，帶著假面具過日子的人。
陸軍內部似乎依舊對設立諜報員培訓所一事極為反彈，因而刪減原本的預算。這棟建築是接收昔日陸軍使用的老舊鴿舍，加以臨時改建而成。後來陸續有人加入或退出，最後留下十二名學生（動畫版為八名）。

## 出版書籍
小說
| - JOKER GAME（）：《野性時代》2007年11月号 - 幽靈（）：加筆新作 - 魯賓遜（）：《野性時代》2008年5月号 - 魔都（）：加筆新作 - XX（）：加筆新作 |

| - DOUBLE JOKER（）：《野性時代》2008年12月号 (原標題為「」) - 蒼蠅王（）：《野性時代》2009年2月号 - 法屬印度支那作戰（）：《野性時代》2009年4月号 - 棺材（）：《野性時代》2009年6月号 - 黑鳥（）：加筆新作 - 沉睡的男人（）：《野性時代》2009年10月号 (文庫版收錄) |

| - 誤算（）：《小說野性時代》2011年7月号 (原標題為「」) - 失樂園（）：《小說野性時代》2011年9月号 - 追跡（）：《小說野性時代》2011年11月号 - 代號刻耳柏洛斯（）：《小說野性時代》2012年1月号・3月号 |

| - 亞細亞特急列車（）：《小說野性時代》2015年1月号 - 舞會之夜（）：《小說野性時代》2014年11月号 - 潘朵拉（）：文庫版收錄 - 瓦爾基麗（）：《小說野性時代》2014年9月号・10月号 |

公式導讀
- JOKER GAME之謎：2015年1月20日發售、中經出版、ISBN 978-4-04-600386-7

### 漫畫
D的魔王
小說改編漫畫版。由霜月佳代子負責作畫。於《週刊Big Comic Spirits》2009年6・7号開始連載，後《月刊Big Comic Spirits》繼續連載。單行本全3卷。
- JOKER GAME（《週刊Big Comic Spirits》2009年第6・7合併号 - 第11号、全5話）
- 幽靈（《週刊Big Comic Spirits》2009年第17号·第18号、全2話）
- 魯賓遜（《月刊Big Comic Spirits》2009年10月号 - 2010年1月号、全4話）
- 魔都（《月刊Big Comic Spirits》2010年2月号 - 4月号、全3話）
- XX（《月刊Big Comic Spirits》2010年5月号 - 7月号、全3話）

| 冊數 | 小學館        | 小學館                 | 台灣東販       | 台灣東販               |
| 冊數 | 發售日期      | ISBN                   | 發售日期       | ISBN                   |
| ---- | ------------- | ---------------------- | -------------- | ---------------------- |
| 1    | 2009年8月28日 | ISBN 978-4-09-182570-4 | 2010年5月20日  | ISBN 978-986-251-196-1 |
| 2    | 2010年3月30日 | ISBN 978-4-09-183075-3 | 2010年10月22日 | ISBN 978-986-251-273-9 |
| 3    | 2010年7月30日 | ISBN 978-4-09-183280-1 | 2011年3月21日  | ISBN 978-986-251-417-7 |

JOKER GAME
為電影商業搭配企劃，在《週刊Big Comic Spirits》2014年第51号至2015年8号期間連載。單行本全1卷。
| 冊數 | 小學館        | 小學館                 |
| 冊數 | 發售日期      | ISBN                   |
| ---- | ------------- | ---------------------- |
| 全   | 2015年1月19日 | ISBN 978-4-09-186840-4 |

JOKER GAME THE ANIMATION（ジョーカー・ゲーム THE ANIMATION）
動畫改編漫畫版，於動畫開播前先行連載。由仁藤昴作畫。在《月刊Comic Garden》2016年3月号至2017年2月号期間連載。單行本全5卷。
| 冊數 | Mag Garden     | Mag Garden             |
| 冊數 | 發售日期       | ISBN                   |
| ---- | -------------- | ---------------------- |
| 1    | 2016年5月10日  | ISBN 978-4-80-000572-4 |
| 2    | 2016年10月8日  | ISBN 978-4-80-000621-9 |
| 3    | 2017年4月10日  | ISBN 978-4-80-000675-2 |
| 4    | 2017年10月10日 | ISBN 978-4-80-000721-6 |
| 5    | 2018年3月10日  | ISBN 978-4-80-000751-3 |

## 真人電影
《JOKER GAME》是由入江悠執導，龜梨和也和深田恭子主演的劇情片。於2015年1月31日在日本公映。2015年3月27日在台灣公映。本片改編自人氣小說《代號D機關》連載系列小說，以架空的第二次世界大戰前夜的亞洲某國際都市為舞台，講述來自日本、英國、蘇聯、德國等各國的間諜，發揮各自謀略和頭腦，展開間諜遊戲。日本各影院上映首周上座率排名第二。
昭和12年秋天，有“魔王”之稱的結城中校，不顧陸軍高層的強烈反對，日本陸軍成立了間諜培訓學校，通稱“D機關”，在這裡，所有成員都被灌輸了徹底否定軍人信條的三大戒律：不准死、不准殺人、不准被抓。而在影片《Joker game》中，龜梨和也在片中飾演的嘉藤次郎是兼備清晰頭腦和超群身體能力的陸軍軍官，但唯有一個弱點就是太重情義，在為了同伴對抗上級軍官而違反軍紀要被處極刑之前被一個秘密機關所救，在裡面被訓練成一名天才國際間諜。他接到結成中校的指令，任務是奪取美國大使手上的「Black Note」，並被委派了兩個搭檔，關鍵時候對他提供幫助。但卻在執行任務時遇見神秘女子——琳（深田恭子飾），她的出現以及各國情報部門給本已經成功完成任務的嘉藤造成了很大的麻煩，並使他陷入一個又一個危機中。

### 演員列表
- 嘉藤次郎：龜梨和也
- 結城中校：伊勢谷友介
- 琳：深田恭子
- 神永：小澤征悅
- 三好：小出惠介
- 小田切：山本浩司
- 實井：澀川清彥
- 矢島中校：田口浩正
- 笹原大校：光石研
- 武野大校：嶋田久作
- 飯塚中校：千葉哲也
- 霍華德·馬克斯：理查德·謝爾頓
- 納奧米·坎貝爾：賈斯帕·貝格
- 歐內斯特·葛蘭姆（美國大使）：理查德·莫斯
- 旁白：馬克·錢納利

### 工作人員
- 監督：入江悠
- 原作：柳廣司『鬼牌遊戲』（角川文庫・KADOKAWA刊）
- 腳本：渡邊雄介
- 音樂：岩崎太整

### 主題曲
- KAT-TUN「Dead or Alive」（J Storm）

## 電視動畫
取系列第一部《鬼牌遊戲 JOKER GAME》為名，動畫版的角色原案由三輪士郎擔當，2016年4月於AT-X、TOKYO MX等播放，全12話。

### 角色列表
- 約翰·戈登（配音：利根健太朗）
- 亞蘭·雷爾涅（配音：檜山修之）
- 瑪麗·托雷斯（配音：伊藤靜）
- 約翰·維克多（配音：竹內良太）
- 及川政幸（配音：藤原啟治）
- 本間英司（配音：土田大）
- 吉野豊（配音：拜真之介（日语：拝真之介））
- 宮田伸照（配音：大西弘祐）
- 詹姆斯警部（配音：大川透）
- 霍華德·馬克斯（配音：大塚芳忠）
- 外村均（配音：藤卷大悟（日语：藤巻大悟））
- 士兵（Sleeper）（配音：櫻井徹（日语：櫻井トオル））
- 安東·莫洛佐夫（配音：福松進紗（日语：ふくまつ進紗））
- SMERSH的刺客（配音：一條和矢）
- 艾琳娜（配音：岡田榮美（日语：岡田栄美））
- 杰弗裡·摩根（配音：田中秀幸）
- 辛西婭·格倫（配音：中村千繪）
- 艾瑪·格倫（配音：大久保瑠美）
- 雷蒙德·格倫（配音：小西克幸）
- 風戶哲正（配音：黑田崇矢）
- 歐內斯特·格拉漢姆（配音：飯塚昭三）
- 謝恩·格拉漢姆（配音：澤海陽子）
- 張大明（配音：上田燿司）
- 白幡樹一郎（配音：長克巳）
- 阿春（配音：丸山有香）
- 亞倫·普萊斯（配音：宮本充）
- 艾蓮·普萊斯（配音：小清水亞美）
- 里村（配音：島田敏）
- 有崎晃（配音：堀內賢雄（青年時代）、日野聰（學生時代）、高宮彩織（日语：高宮彩織）（兒童時代））
- 有崎直哉子爵（配音：山路和弘）
- 陸軍幼年學校校長（配音：中博史）
- 赫爾曼·沃爾夫（配音：銀河萬丈）
- 約翰·鮑爾（配音：川島得愛）
- 甘特·凱津（配音：仲野裕）
- 野上百合子（配音：中原麻衣）
- 安原美代子（配音：坂本真綾）

### 製作人員
- 原作：柳廣司『代號D機關』系列（角川文庫・KADOKAWA刊）
- 監督：野村和也
- 系列構成・腳本：岸本卓
- 角色原案：三輪士郎
- 角色設計・總作畫監督：矢萩利幸
- 主研究員：白土晴一
- 美術監督：谷岡善王
- 美術設定：成田偉保
- 3DCGI：Sublimation
- 色彩設計：野田採芳子
- 特殊效果：村上正博
- 攝影監督：田中宏侍
- 編輯：植松淳一
- 音樂：川井憲次
- 音響監督：岩浪美和
- 動畫製作：Production IG

### 主題曲
片頭曲「REASON TRIANGLE」
作詞、作曲：HIDEO NEKOTA／編曲、主唱：QUADRANGLE
片尾曲「DOUBLE」
作詞、作曲：高津戶信幸／編曲：MAGIC OF LiFE、宮井英俊／主唱：MAGIC OF LiFE

### 各話列表
| 話數   | 日文標題 | 中文標題               | 劇本   | 分鏡       | 演出             | 作畫監督                   | 改編原作                          | 開場白                  |
| ------ | -------- | ---------------------- | ------ | ---------- | ---------------- | -------------------------- | --------------------------------- | ----------------------- |
| 第1話  |          | JOKER GAME（前篇）     | 岸本卓 | 野村和也   | 野村和也         | 矢萩利幸                   | D機關1 JOKER GAME                 | ——                      |
| 第2話  |          | JOKER GAME（後篇）     | 岸本卓 | 野村和也   | 安乱純志         | 中村深雪                   | D機關1 JOKER GAME                 | 佐久間中尉 （關智一）   |
| 第3話  |          | 誤算                   | 岸本卓 | 浜名孝行   | 二宮壮史         | 窪田康高、小谷杏子         | D機關3 誤算                       | 波多野 （梶裕貴）       |
| 第4話  |          | 魔都                   | 岸本卓 | 竹内敦志   | 細川秀樹         | 山口飛鳥                   | D機關1 魔都                       | 福本 （中井和哉）       |
| 第5話  |          | 魯賓遜                 | 岸本卓 | 黄瀬和哉   | 黄瀬和哉         | 黄瀬和哉                   | D機關1 魯賓遜                     | 神永 （木村良平）       |
| 第6話  |          | 亞細亞特急列車         | 岸本卓 | 須之内佑典 | 須之内佑典       | 窪田康高、石井明治         | D機關4 亞細亞號列車               | 田崎 （櫻井孝宏）       |
| 第7話  |          | 代號刻耳柏洛斯         | 岸本卓 | 小村方宏治 | 小村方宏治       | 新野量太、森田史           | D機關3 代號刻耳柏洛斯             | 甘利 （森川智之）       |
| 第8話  |          | DOUBLE JOKER（前篇）   | 岸本卓 | 佐藤雄三   | 森大貴           | 山口飛鳥                   | D機關1 幽靈 & D機關2 DOUBLE JOKER | 蒲生次郎 （津田健次郎） |
| 第9話  |          | DOUBLE JOKER（後篇）   | 岸本卓 | 佐藤雄三   | 森大貴、二宮壯史 | 山口飛鳥                   | D機關1 幽靈 & D機關2 DOUBLE JOKER | 實井 （福山潤）         |
| 第10話 |          | 追跡                   | 岸本卓 | 荒川直樹   | 二宮壯史         | 古川良太、新野量太、森田史 | D機關3 追跡                       | 有崎晃 （日野聰）       |
| 第11話 |          | 棺柩                   | 岸本卓 | 板津匡覽   | 板津匡覽         | 中村深雪                   | D機關2 棺柩                       | 三好 （下野紘）         |
| 第12話 |          | XX（Double Cross）     | 岸本卓 | 野村和也   | 野村和也         | 中村深雪、窪田康高         | D機關1 XX（Double Cross）         | 小田切 （細谷佳正）     |
| OVA1   |          | 黑貓約魯的冒險（前篇） | 岸本卓 | 細川秀樹   | 細川秀樹         | 石井明治                   | 原創劇情                          | ——                      |
| OVA2   |          | 黑貓約魯的冒險（後篇） | 岸本卓 | 細川秀樹   | 細川秀樹         | 石井明治                   | 原創劇情                          | ——                      |

### 播放電視台
日本
- AT-X、TOKYO MX

### BD / DVD
| 卷數 | 發售日期           | 收錄話數       | 規格編號   |
| BD   | BD                 | BD             | BD         |
| ---- | ------------------ | -------------- | ---------- |
| 上   | 2016年7月27日      | 第1話－第6話   | ZMAZ-10711 |
| 下   | 2016年9月28日      | 第7話－第12話  | ZMAZ-10712 |
| DVD  |                    |                |            |
| 1    | 2016年7月27日      | 第1話－第3話   | ZMBZ-10721 |
| 2    | 2016年8月24日      | 第4話－第6話   | ZMBZ-10722 |
| 3    | 2016年9月28日      | 第7話－第9話   | ZMBZ-10723 |
| 4    | 2016年10月26日預定 | 第10話－第12話 | ZMBZ-10724 |

## 相關項目
- 陸軍中野學校

## 來源
1. ↑  . 娜塔莉. 2015-08-10  [2015-08-10]. （原始内容存档于2016-04-14）.
2. ↑  . 2015  [2015]. （原始内容存档于2016-07-26）.
3. ↑  . cinemacafe.net. 2014-01-06  [2014-03-27]. （原始内容存档于2019-12-03）.
4. ↑  . ORICON STYLE. 2015-12-11  [2015-12-11]. （原始内容存档于2019-12-02）.
5. ↑  Blu-ray BOX 上卷 特典 新作動畫「黑貓約魯的冒險」（前篇約4分45秒）。好奇心旺盛的野貓“約魯”肚子餓了，遇到了在魚店買東西的D機關的福本。約魯在他身後跟隨著散發著的味道。緊盯著魚的約魯潛入了大東亞文化協會，只見機關員們在訓練中……
6. ↑  Blu-ray BOX 下卷 特典 新作動畫「黑貓約魯的冒險」（後篇約5分33秒）。約魯從福本那裡成功得到魚，不小心被討厭貓的三好看到了，並被趕出了大東亞文化協會。但是，卻得知了陷害D機關的人的陰謀……

## 外部連結
- 小說
  - （日語） 角川書店 （页面存档备份，存于）
  - （日語） web KADOKAWA （页面存档备份，存于）
- 電影
  - （日語） 電影『鬼牌遊戲 JOKER GAME』 - 官方網站
- 互联网电影数据库（IMDb）上《D機關》的资料（英文）
- 動畫
  - （日語） TV動畫『鬼牌遊戲 JOKER GAME』官方網站 （页面存档备份，存于）
  - （日語） TV動畫「鬼牌遊戲 JOKER GAME」的X（前Twitter）